# Сариаканди (подокруг)
Сариаканди (бенг. সারিয়াকান্দি, англ. Sariakandi) — подокруг на севере Бангладеш. Входит в состав округа Богра. Образован в 1886 году. Административный центр — город Сариаканди. Площадь подокруга — 432,55 км². По данным переписи 1991 года численность населения подокруга составляла 229 563 человека. Плотность населения равнялась 531 чел. на 1 км². Уровень грамотности населения составлял 22,1 %. Религиозный состав: мусульмане — 96,67 %, индуисты — 3,18 %, прочие — 0,15 %.